# ディーノ・ブッツァーティ
ディーノ・ブッツァーティ・トラヴェルソ（Dino Buzzati-Traverso、1906年10月16日 - 1972年1月28日）は、イタリア人の作家、短編小説家、画家、詩人。コリエーレ・デラ・セラの記者でもあった。ブッツァーティの世界的な名声は、主に彼の著作「タタール人の砂漠」に負うところが大きい。しかし同時に彼は、好評を博した短編集でも有名である。短編集 Sessanta racconti で1958年にストレーガ賞を受賞している。そのほか、舞台美術、評論、漫画も手がける。
彼は、イタロ・カルヴィーノと並んで20世紀イタリア文学を代表する作家である。幻想的、不条理な作風からイタリアのカフカと称されることがある。

## 生涯
ブッツァーティは、彼の先祖が過ごしてきた町、北イタリアのベッルーノの近くの町サン・ペレグリッノに生まれた。ブッツァーティの母はヴェネチア生まれで獣医をしていた。また、父親は、古代から続くベッルーノ家の出身で国際法の教授だった。ブッツァーティは四人兄弟の二番目の子である。兄弟のうちの一人は有名なイタリア人遺伝学者のアドリアノ・ブッツァーティ・トラヴェルソである。1924年、ブッツァーティはミラノ大学法学部に入学、1928年に卒業。在学中、二年間の兵役に就く。この大学では、かつて彼の父親が教鞭を取ったことがあった(法学者である父ジュリオ・チェーザレは1920年に亡くなっている)。法学部の卒業も間近かとなった頃、22歳の時に、ブッツァーティはミラノの新聞「コリエーレ・デラ・セラ」に雇われ、働くことになった。（結局彼は死ぬまでこの新聞社に残ることになる。）最初は校正部で働いたのだが、後にはレポーターや特別特派員、エッセイスト、編集者、批評家として働くようになった。彼の記者としての背景があったからこそ彼の作風ができあがり、さらには、最も現実離れした作品にすら現実的な雰囲気が見い出されることになったのだと言われている。
ブッツァーティ本人は、その影響について下記のように述べている（ローレンス・ヴェヌーティの引用による）。
「私には、空想や夢想というものは、できる限り新聞や雑誌の記事と同じものになるべきだと思われる。実際のところは少しはそうした要素が含まれているとしても、適切なのは『陳腐なものにする』という言葉ではない。むしろ、夢想的な物語の『有効性』は、それが最も平易かつ実用的な言葉で語られることにあると言いたい」
1933年に刊行された処女小説 Barnabo delle montagne はほとんど注目されなかった。第二次大戦中、ブッツァーティはレジャ・マリナ（＝海軍）付きの記者としてアフリカにいた。1939年に特派員としてエチオピアに派遣され、1940年には従軍記者として巡洋艦に乗りマタパン岬沖海戦やシルテ湾海戦などを報道したのである。戦争終結後、「タタール人の砂漠」がイタリア全土で刊行され、ブッツァーティはあっという間に批評家に認められ、名声を得ることとなった。また、短編集『七人の使者』（1942年）も高い評価を受ける。1950年代は『七人の使者』に収められている短編「七階」の戯曲化、ストレーガ賞の受賞、と成功を手にした時期である。また、ミラノで個展も開催された。1964年、ブッツァーティはアルメラ・アントニアッツィと結婚する。この結婚によって、彼の最後の作品「ある愛」が生み出されることになった。ブッツァーティは長い病の後、1972年に癌で亡くなった。

## 作品の要約
ブッツァーティは1933年に物語を書き始めた。彼の物語作品には、小説が五編、劇場やラジオ劇のための脚本、リブレット・オペラの台本、多数の短編小説、そして詩作などがある。彼のリブレット・オペラには、ルシアーノ・チャイリーのオペラ用に四編、ジュリオ・ヴィオッツィのオペラ「ラ・ジャッカ・ダナータ」用に一編がある。
ブッツァーティは童話も書いている。「クマたちの有名なシシリー島侵入の話」である。2005年の英語版では、レモニー・スニケット（＝ダニエル・ハンドラー）が導入部分と読者の手引きを書いている。
ブッツァーティは芸術家として称讃を受け、作品を公にしている。そうした自分の芸術的成果と作家としての成果を組み合わせ、オルフェウスの神話を下敷きにしてマンガ「コミックの素晴らしさ」を創作した。
「タタール人の砂漠」は彼の小説の中で最も有名なものだが、タタール人の侵入を待ち構えている軍隊の駐屯地の物語である。物語の中の心情についてもまた結末に関しても、実存主義者の作品、特にアルベール・カミュの「シーシュポスの神話」と比較されてきた。
彼の著作は時おり「魔術的現実主義」「社会的疎外」として引用されることがある。そして、「環境」と「野放図な技術的進歩に直面しての空想・夢想」、こうした事柄の行く末が、何度も繰り返されるテーマとなっている。彼はまたいろいろな短編小説－その中で悪い子どもをさらって行く小鬼といった想像上の生き物や、自分自身の発明したコロンバーを取り上げている－を書いている。

## 邦訳作品
- 『タタール人の砂漠』奥野拓哉訳『世界文学全集 20世紀の文学 第33巻 パヴェーゼ,ブッツァーティ,モラーヴィア』集英社 1966
  - 『タタール人の砂漠』脇功訳、松籟社、1992年、岩波文庫、2013年
- 『ある愛』脇功・在里寛司訳 河出書房新社 1969 今日の海外小説
- 『偉大なる幻影』脇功・松谷健二訳 早川書房、1968年

偉大なる幻影/スカラ座の恐怖/戦艦“死（トード）”
- 『七人の使者 ブッツァーティ短編集』脇功訳、河出書房新社、1974年

七人の使者/大護送隊襲撃/七階/それでも戸を叩く/マント/竜退治/Lで始まるもの/水滴/神を見た犬/なにかが起こった/山崩れ/円盤が舞い下りた/道路開通式/急行列車/聖者たち/自動車のペスト
- 『シチリアを征服したクマ王国の物語』天沢退二郎・増山暁子訳、福音館書店、1987年

童話。2008年 福音館文庫 ISBN 978-4-8340-2352-7
- 『階段の悪夢 短篇集』千種堅訳、図書新聞、1992年 ISBN 978-4-88611-301-6

階段の悪夢/クレシェンド/ちょうちょう/モザイク/チクタク/都市の些事/中古車/変化/二人噺/今風の楽しみ/イカルス/発明/光の速さ/動物説話/疎外/強調法/大変なパーティ/時間のほつれ/恋文/小さなミステリー/波頭に乗って/年老いた非合法活動家たち/象皮病/満月/翼の生えた妻
- 『待っていたのは 短編集』脇功訳、河出書房新社、1992年 ISBN 978-4-309-20188-7

夕闇の迫るころ/忘れられた女の子/夜の苦悩/鼠/バリヴェルナ荘の崩壊/世界の終わり/戦さの歌/アナゴールの城壁/人間の偉大さ/待っていたのは/水素爆弾/時を止めた機械/友だち/クリスマスの物語/冒涜
- 『石の幻影 短編集』大久保憲子訳、河出書房新社、1998年 ISBN 978-4-309-20305-8

石の幻影/海獣コロンブレ/一九八〇年の教訓/誤報が招いた死/謙虚な司祭/拝啓新聞社主幹殿
- 『神を見た犬』関口英子訳、光文社古典新訳文庫、2007年 ISBN 978-4-334-75127-2

天地創造/コロンブレ/アインシュタインとの約束/戦の歌/七階/聖人たち/グランドホテルの廊下/神を見た犬/風船/護送大隊襲撃/呪われた背広/一九八〇年の教訓/秘密兵器/小さな暴君/天国からの脱落/わずらわしい男/病院というところ/驕らぬ心/クリスマスの物語/マジシャン/戦艦《死（トート）》
- 『夜の挿話 (エピソード) ディーノ・ブッツァーティ作品集』香川真澄訳、（イタリア文藝叢書4）イタリア文藝叢書刊行委員会 2012年

フェリーニ監督の神秘体験/夜の挿話/岩礁/ラブレター/誰も信じない/いつわりの報告/追越し/ヴェネト州の三つの物語/UFO－われらが時代の悪魔/窓/ひとり、家の中で/10月12日に何かが起こる？
- 『七人の使者・神を見た犬』脇功訳、岩波文庫 2013年  ISBN 978-4-00-327192-6

七人の使者/大護送隊襲撃/七階/それでも戸を叩く/マント/竜退治/水滴/神を見た犬/なにかが起こった/山崩れ/円盤が舞い下りた/道路開通式/急行列車/聖者たち/自動車のペスト
- 『モレル谷の奇跡』中山エツコ訳、河出書房新社 2015年  ISBN 978-4-309-20673-8
- 『絵物語』長野徹訳、東宣出版 2016　ISBN 978-4-88588-088-9

絵物語54のほか　身分証明書/ある誤解（エッセイ）
- 『古森のひみつ』川端則子訳、岩波少年文庫　2016　ISBN 978-4-00-114617-2
- 『古森の秘密』長野徹訳、東宣出版「はじめて出逢う世界のおはなし」シリーズ 2016ISBN 978-4-88588-090-2
- 『魔法にかかった男　ブッツァーティ短篇集1』長野徹訳、東宣出版 2017  ISBN 978-4-88588-094-0

チェーヴェレ/騎士勲章受勲者（カヴァリエーレ）インブリアーニ氏の犯罪/変わってしまった弟/新しい警察署長/剣闘士/家の中の蛆虫/リゴレット/エレブス自動車整備工場/個人的な付き添い/巨きくなるハリネズミ/魔法にかかった男/機械/ヴァチカンの烏/新しい奇妙な友人たち/あるペットの恐るべき復讐/大蛇/偶像崇拝裁判/勝利/聖アントニウスの誘惑/屋根裏部屋
- 『現代の地獄への旅　ブッツァーティ短篇集2』長野徹訳、東宣出版 2018  ISBN 978-4-88588-095-7

卵/甘美な夜/目には目を/十八番ホール/自然の魔力/老人狩り/キルケー/難問/公園での自殺/ヴェネツィア・ビエンナーレの夜の戦い/空き缶娘/庭の瘤/神出鬼没/二人の運転手/現代の地獄への旅
- 『怪物　ブッツァーティ短篇集3』長野徹訳、東宣出版 2020  ISBN 978-4-88588-100-8

もったいぶった男/天下無敵/エッフェル塔/テディーボーイズ/一九五八年三月二十四日/可哀そうな子！/偽りの知らせ/ホルム・エル＝ハガルを訪れた王/ラブレター/五人の兄弟/最後の血の一滴まで/イニャッツィオ王の奇跡/挑発者/二人の正真正銘の紳士―そのうちのひとりは非業の死を遂げた―への有益な助言/密告者/夕べの小話/流行り病/怪物
- 『動物奇譚集』長野徹訳、東宣出版 2022  ISBN 978-4-88588-105-3

ホテルの解体/動物界のファルスタッフ/ひとりぼっちの海蛇/いつもの場所で/空っぽの牛/川辺の恐怖/驚くべき生き物/船上の犬の不安/狼/アスカニア・ノヴァの実験/蠅/鷲/英雄/警官の夢/彼らもまた/豚/しぶとい蠅/進歩的な犬/日和見主義者/ティラノサウルス・レックス/大洪水/興行師の秘密/古き友人たちは去りゆく/憎しみの力/実験/敗北/エンジン付きの野獣/出世主義者/衛士の場合/チンパンジーの言葉/海の魔女/舟遊び/恐るべきルチエッタ/犬霊/動物譚/塔の建設
- 『ババウ』長野徹訳、東宣出版 2022  ISBN 978-4-88588-109-1

ババウ/孤独/同じこと/岩/誰も信じないだろう/うんざりさせる手紙/星の影響力/センストリ通りでは別の名で/世界的な異議申し立て/ヴェネト州の三つの物語/消耗/交通事故/ブーメラン/現代の怪物たち/気遣い/パーティー医者/車の小話/塔/名声/隠者/チェネレントラ/十月十二日に何が起こる？/診療所にて/書記たち/馬鹿げた望み/ミートボール

## 著作

### 長編小説
- 『山のバルナボ』Barnabo delle montagne, 1933
- 『古森の秘密』Il segreto del Bosco Vecchio, 1935
- 『タタール人の砂漠』(Il deserto dei Tartari, 1940)
- 『偉大なる幻影』(Il grande ritratto, 1960)
- 『ある愛』(Un amore, 1963)

### 短編集
- 「七人の使者」(I sette messaggeri, 1942)
- 「スカラ座の恐怖」(Paura alla Scala, 1949)
- 「バリヴェルナ荘の崩壊」(Il crollo della Baliverna, 1954)
- Esperimento di magia, 1958
- Sessanta racconti, 1958
- 「海獣コロンブレ」(Il colombre, 1966)
- La boutique del mistero, 1968
- 180 racconti, 1982
- mi chiamo Dino Buzzati, 1988
- Il meglio dei racconti, 1989
- Lo strano Natale di Mr. Scrooge e altre storie, 1990

### ジャーナリズム
- Dino Buzzati al Giro d'Italia, 1949 ISBN 88-04-19901-6 / 1997 ISBN 88-04-42714-0
  - 『ブッツァーティのジロ帯同記　1949年、コッピ対バルタリのジロ・ディ・イタリアを追う』

大戦直後イタリア全土をめぐるジロ・デ・イタリア（自転車レース）取材記。安家達也訳（未知谷、2023）

### その他
- 童話『シチリアを征服したクマ王国の物語』(La famosa invasione degli orsi in Sicilia, 1945) - 2019年にアニメ映画化。
- 詩集、評論など多数